# Megawatt
Das Megawatt ist eine Maßeinheit der Leistung (Energieumsatz pro Zeitspanne) mit dem Einheitenzeichen MW. Sie ist festgelegt zu
1 Megawatt = 1 Million Watt.
Damit handelt es sich um eine Einheit für eine recht große Leistung, jenseits der im Privatleben üblicherweise auftretenden Werte; zu ihrer Einordnung siehe Liste von Größenordnungen der Leistung.
Umgerechnet auf Leistungsangaben, wie sie gelegentlich noch bei Fahrzeugmotoren vorkommen, ist
1 Megawatt ≈ 1360 PS.
In der Energietechnik wird zwischen MWel (elektrisch) und MWth (thermisch) unterschieden.